# Caesalpinia jayabo
Caesalpinia jayabo är en ärtväxtart som beskrevs av M.Gomez. Caesalpinia jayabo ingår i släktet Caesalpinia och familjen ärtväxter. Inga underarter finns listade i Catalogue of Life.